# سونن جاتي
الشريف هداية الله (852 - 977 هـ) المعروف بعد وفاته بلقب سونن جونونغ جاتي أو سونن جاتي، وتعني ولي جبل جاتي، وهو المكان الذي دفن فيه. زعيم ديني وقائد عسكري ومستشار لدى سلطنة ديماك في جزيرة جاوة الإندونيسية. ساهم في نشر الإسلام بجاوة الغربية وفي إقامة مملكتين إسلاميتين هما بنتن وسيربون، وسلاطين بنتن وسيربون هم من ذريته. وهو واحد من الأولياء التسعة الذين كان لهم فضل كبير في انتشار الإسلام في جنوب شرق آسيا.

## نسبه
هداية الله بن عبد الله بن علي بن جمال الدين الحسين بن أحمد بن عبد الله عظمة خان بن عبد الملك بن علوي عم الفقيه المقدم بن محمد صاحب مرباط بن علي خالع قسم بن علوي بن محمد بن علوي بن عبيد الله بن أحمد المهاجر بن عيسى بن محمد النقيب بن علي العريضي بن جعفر الصادق بن محمد الباقر بن علي زين العابدين بن الحسين السبط بن الإمام علي بن أبي طالب، والإمام علي زوج فاطمة بنت محمد ﷺ.
فهو الحفيد 22 لرسول الله محمد ﷺ في سلسلة نسبه.

## مولده ونشأته
ولد سنة 852 هـ/ 1448 م من أم من أسرة ملكية، وعاش في جزيرة سومطرة من جزر إندونيسيا في مملكة باساي الإسلامية، ثم ذهب إلى مكة المكرمة وأقام مدة لطلب العلم، ثم عاد إلى إندونيسيا وأقام في مدينة سيربون بجزيرة جاوة، وتزوج بأميرة هي أخت السلطان رادين ترينجانا، سلطان ديماك الثالث، وذهب بإذن سلطان ديماك إلى جاوة الغربية لنشر الإسلام.

## حياته العسكرية
عندما بلغ نبأ توقيع معاهدة بين ملك باجاجاران والجانب البرتغالي عام 928 هـ/ 1522 م إلى سلطنة ديماك بادر الشريف هداية الله إلى الاستئذان من السلطان ترينجانا في نشر الإسلام بجاوة الغربية وطرد البرتغاليين الذين أرادوا وضع أساس لنفوذهم وتحقيق مطامعهم الاستعمارية في جاوة الغربية، بواسطة المعاهدة التي تسمح لهم ببناء شبه قلعة في مدينة سوندا كيلابا (جاكرتا الآن). فلما وصل إلى بنتن وهي في الطرف الغربي من جاوة الغربية قابله سكانها بالترحاب والحبور، وأسلم كبراؤها فتبعهم الشعب، وكذلك الحال بالنسبة لسكان سوندا كيلابا، أجابوا دعوة الإسلام بالوعي والإيمان. وكان الشريف هداية الله قد علم أن البرتغاليين سيجيئون إلى سوندا كيلابا بالسفن الحربية والعتاد العسكري وفاءً بوعد العون والنصر لملك باجاجاران، فاستعد لمواجهة ذلك، وطلب الجنود من ديماك فأمده السلطان ترينجانا بآلاف من المجاهدين المدججين بالسلاح. وكان للمسلمين إذ ذاك مدافع وسفن حربية من صنعهم. ولما وصل جنود الإسلام من ديماك إلى جاوة الغربية تولى الشريف هداية الله قيادة الجيش، ودبر وضع المدافع في قلاع مهمة. فلما وصلت السفن الحربية البرتغالية بقيادة هنريك ليم هناك نزل بعضهم في البر، وسمعوا أن سكان سوندا كيلابا قد أسلموا، وأن البلدة قد أصبحت دار إسلام، فهاج غضبهم وبدأوا بمهاجمة المسلمين، لكن حملات المسلمين تتابعت عليهم من كل جهة فأبادت جنودهم النازلة في البر، وغنم المسلمون أسلحتهم وعتادهم، ولقيت سفنهم ضربات هائلة من مدافع جنود الله، فجاوبتهم بالمثل، ولكن مدافع المسلمين بقيت ثابتة، واستطاعت أخيرًا تشتيت شمل الأسطول البرتغالي الذي أصيب عدد من سفنه بحريق، وغرق بعضها، فلم ينج إلا بضع سفن فقط، وبذلك تم النصر للمسلمين عام 930 هـ/ 1524 م.
وغيّر الشريف هداية الله اسم مدينة سوندا كيلابا فسماها «جاياكرتا»، واختصره الناس إلى «جاكرتا» عاصمة إندونيسيا الآن، وجاياكرتا مؤلف من «جايا» أي قوية أو قاهرة، و«كرتا» عامرة آمنة أو بمعنى مدينة النصر.
كان سرور سكان بنتن وجاكرتا عظيمًا للغاية لنصر بلادهم ولما شاهدوه من أخلاق الشريف هداية الله ومقدرته، فطلبوا منه أن يكون سلطانًا عليهم، فأبى قائلا: «لا أستطيع قبول ما طلبتم، فإني لم أفتح هذا البلد إلا بأمر السلطان وبجنوده، وهو السلطان ترينجانا سلطان المسلمين في جاوة جميعا، وعرشه في سلطنة ديماك، وما أنا إلا واحد من قادة جيوشه، فأنا وأنتم من رعيته، وهذا البلد أصبح جزءا من مملكة ديماك، فالسلطان ترينجانا هو الذي له أن يجعل أحدا حاكما هنا، وعليكم بالطاعة للحاكم الذي يعينه».
بلغ نبأ الانتصار مسامع السلطان، فسرّ به جدا وأعلن البشرى للمسلمين، فعيّن لولاية بنتن وما حولها الشريف حسن الدين بن هداية الله عام 930 هـ/ 1524 م تقديرًا لوالده وجزاء ما عمله. وقد زوّج السلطان ترينجانا الشريف حسن الدين ابنته، كما أن أباه الشريف هداية الله قد تزوج أخت السلطان ترينجانا. وهكذا كانت الرابطة العائلية بين سلطان ديماك وأسرة آل عظمة خان وثيقة للغاية. وبعد ما تولى الشريف حسن الدين الحكم عاد والده الشريف هداية الله إلى ديماك لأن السلطان بحاجة إليه كمستشار وقائد عسكري.
وبعد ذلك بقليل أي في حوالي سنة 1526 م استطاع الشريف هداية الله الاستيلاء على سيربون وسومدانغ. وفي عام 1530 م اعتنقت إمارة قالوه بجاوة الغربية أيضًا الدين الإسلامي، فأصبحت جاوة الغربية كلها تابعة لسلطنة ديماك، ولم يبق سوى باكوان العاصمة لمملكة سوندا الهندوكية، وحتى في سنة 1546 م ما زالت باكوان على غير دين الإسلام، ولكنها أخيرًا سقطت في أيدي المسلمين عام 1579 م في عهد حفيده يوسف بن حسن الدين.

## وفاته
في سنة 959 هـ/ 1552 م فوض هداية الله إلى ابنه حسن الدين إمارة بنتن وعينه سلطانًا عليها، وابنه الثاني عمدة الدين الحسين إمارة سيربون، وانقطع للعبادة والدعوة حتى وافاه الأجل عام 977 هـ/ 1569 م تقريبًا وضريحه معروف في رابية جبل جاتي، فضم له الأهالي ذكرًا جميلًا وخلدوا ذكره، وأطلقوا على إحدى الجامعات الإسلامية الحكومية اسم جامعة شريف هداية الله بجاكرتا.

### استشهادات
1. ↑  مصطفى، عز الدين؛ سوبرمان (1439 هـ). "رواد أسلمة ولاية سوندا في القرن الرابع عشر". مجلة الحركة. ج. المجلد العشرون. مؤرشف من الأصل في 30 أبريل 2020. {{استشهاد بكتاب}}: تحقق من التاريخ في: |تاريخ= (مساعدة)
2. ↑  موسى، محمد بن حسن بن عقيل. "المختار المصون من أعلام القرون". جدة، المملكة العربية السعودية: دار الأندلس الخضراء. ص. 895.